# Ídolos (6.ª temporada)
A sexta temporada  do programa de televisão brasileiro Ídolos (quarta a ser exibida pela Record) teve sua estreia no dia 5 de abril de 2011. Os jurados deste ano foram Marco Camargo, Luiza Possi e Rick Bonadio; os dois últimos entraram para o júri neste ano substituindo Paula Lima e Luiz Calainho, respectivamente. Esta edição também alterou novamente a faixa etária de inscrição: desta vez, candidatos entre 15 e 30 anos poderiam participar. Foi inaugurada também, pela primeira vez no formato brasileiro, a votação do público pela internet.
A grande final, realizada em 14 de julho de 2011 no Via Funchal, deu a vitória a Henrique Lemes. Na grande final da temporada, foi constatado o recorde absoluto de votos em todas as edições do programa: mais de 7 milhões. 

## Inscrições
O Ídolos 2011 bateu um novo recorde de inscrições, com aproximadamente 49 mil inscritos, superando a edição anterior que teve 43 mil.
As quatro cidades que receberam audições foram São Paulo, Rio de Janeiro, Uberlândia e Florianópolis. Além das audições oficiais, a produção do programa viajou para outras quatro capitais em busca de talentos: Belém, Salvador, Fortaleza e Recife.

## Audições
As audições foram feitas nas seguintes cidades:
| Cidade                         | Data                    | Local                            | Jurado convidado |
| Florianópolis, Santa Catarina  | 29 de janeiro de 2011   | Passarela Nego Quirido           | Nenhum           |
| Uberlândia, Minas Gerais       | 5 de fevereiro de 2011  | Ginásio Municipal Tancredo Neves | Alexandre Pires  |
| Rio de Janeiro, Rio de Janeiro | 12 de fevereiro de 2011 | Forte de Copacabana              | Preta Gil        |
| São Paulo, São Paulo           | 19 de fevereiro de 2011 | Ginásio do Ibirapuera            | Nenhum           |

No programa, foi exibido primeiro as audições em Uberlândia, seguido por Florianópolis, Rio de Janeiro e São Paulo.
A cidade com mais aprovados foi Uberlândia, com 26. Rio de Janeiro teve 22, São Paulo 21 e Florianópolis 20 aprovados.

## Teatro

### Chorus Line
Para esta etapa, os 89 candidatos aprovados nas audições se apresentaram para os jurados cantando a cappella. Após as apresentações, os jurados se reuniram e selecionaram 52 candidatos para a próxima etapa.

### Grupos
Os candidatos selecionados seguem na fase do teatro. Na etapa dos grupos, os 52 candidatos se organizaram em trios ou quartetos e escolheram uma das seguintes canções para interpretar acompanhados por uma banda (violão, teclado e percussão): "Sinônimos" (Chitãozinho & Xororó), "Química do Amor" (Luan Santana & Ivete Sangalo), "Fim de Tarde" (Fat Family), "Bye Bye Tristeza" (Sandra de Sá), "Flores" (Titãs) e "Tá Vendo Aquela Lua" (Exaltasamba). Além de serem julgados em grupo, os candidatos eram julgados individualmente, portanto as eliminações eram individuais e não necessariamente do grupo. 31 candidatos avançaram para a última etapa.

### Solos
Última etapa do teatro. Os 31 candidatos restantes teriam que escolher uma música e cantar acompanhados por uma banda ou podendo também tocar algum instrumento. Após as apresentações, cada candidato se encontrou com os jurados para ouvir a decisão final. Dessa etapa, somente 15 candidatos avançaram para a Semifinal.

## Semifinal
Os quinze semifinalistas foram oficialmente anunciados em 12 de maio de 2011 e se apresentaram em 17 de maio de 2011, com os resultados sendo divulgados no episódio seguinte que foi ao ar em 19 de maio de 2011. Os cinco candidatos com o maior número de votos do público foram automaticamente classificados para as finais. Mais tarde, durante o programa, os jurados decidiram quem seriam os outros cinco restantes que completariam o Top 10.
| Legenda: |
| --- |
| O candidato ficou entre os 5 mais votados pelo público e avançou automaticamente para as finais                |
| O candidato não ficou entre os 5 mais votados pelo público, mas avançou posteriormente por decisão dos jurados |
| O candidato não ficou entre os 5 mais votados pelo público nem entre os 5 salvos pelos jurados e foi eliminado |

### Top 15 - Cante seuÍdolo
| Ordem | Candidato(a)      | Música (cantor original)                           | Resultado           |
| ----- | ----------------- | -------------------------------------------------- | ------------------- |
| 1     | Fernanda Portilho | “Pensando em Nós Dois” (Ivete Sangalo & Seu Jorge) | Salva pelos jurados |
| 2     | Higor Rocha       | “Sem Radar” (LS Jack)                              | Salvo               |
| 3     | Raphael Diniz     | “Mentes Tão Bem” (Zezé Di Camargo & Luciano)       | Salvo               |
| 4     | Camila Morais     | "Tá Se Achando" (Guilherme & Santiago)             | Salva pelos jurados |
| 5     | Henrique Lemes    | “Morro de Saudade” (Zé Henrique & Gabriel)         | Salvo               |
| 6     | Hellen Caroline   | “1 Minuto” (D'Black & Negra Li)                    | Salva pelos jurados |
| 7     | Dani Mota         | “Rosas” (Ana Carolina)                             | Eliminada           |
| 8     | Maynah Faria      | “Esqueça” (Marisa Monte)                           | Eliminada           |
| 9     | Karielle Gontijo  | “Pássaro de Fogo” (Paula Fernandes)                | Salva               |
| 10    | Rafael Carvalho   | “Sinais de Fogo” (Preta Gil)                       | Eliminado           |
| 11    | Elson Júnior      | “Caçador de Mim” (Milton Nascimento)               | Salvo               |
| 12    | Mello Júnior      | “Meu Bem Querer” (Djavan)                          | Salvo pelos jurados |
| 13    | Mônica Costa      | “Rios de Amor” (Victor & Leo)                      | Eliminada           |
| 14    | Jean Vitor        | “Ei, Psiu! Beijo Me Liga” (Michel Teló)            | Eliminado           |
| 15    | Marjory Porto     | “Um Dia de Domingo” (Tim Maia)                     | Salva pelos jurados |

## Finais

### Finalistas
Os dez finalistas foram oficialmente revelados em 19 de maio de 2011, durante o episódio de resultados da Semifinal.
(idades e cidades fornecidas ao ingressar na competição)
| Candidato(a)      | Idade | Cidade                             | Resultado                           |
| ----------------- | ----- | ---------------------------------- | ----------------------------------- |
| Henrique Lemes    | 15    | Tucunduva, Rio Grande do Sul       | Vencedor em 14 de julho de 2011     |
| Higor Rocha       | 16    | Itanhém, Bahia                     | Vice-campeão em 14 de julho de 2011 |
| Hellen Caroline   | 24    | Ubatuba, São Paulo                 | 8ª eliminada em 7 de julho de 2011  |
| Karielle Gontijo  | 20    | Mineiros, Goiás                    | 7ª eliminada em 30 de junho de 2011 |
| Fernanda Portilho | 21    | Governador Valadares, Minas Gerais | 6ª eliminada em 23 de junho de 2011 |
| Marjory Porto     | 26    | Curitiba, Paraná                   | 5ª eliminada em 16 de junho de 2011 |
| Elson Júnior      | 27    | Rio de Janeiro, Rio de Janeiro     | 4º eliminado¹ em 9 de junho de 2011 |
| Camila Morais     | 21    | Monte Sião, Minas Gerais           | 3ª eliminada¹ em 9 de junho de 2011 |
| Mello Júnior      | 24    | Rio Sono, Tocantins                | 2º eliminado em 2 de junho de 2011  |
| Raphael Diniz     | 25    | Curitiba, Paraná                   | 1º eliminado em 26 de maio de 2011  |

Nota 1: Camila Morais e Elson Júnior foram eliminados no Top 8. Camila foi anunciada primeiro.

| Legenda:                                                |
| ------------------------------------------------------- |
| O candidato foi salvo pelo público                      |
| O candidato ficou entre os 4 menos votados pelo público |
| O candidato ficou entre os 3 menos votados pelo público |
| O candidato ficou entre os 2 menos votados pelo público |
| O candidato foi o menos votado pelo público e eliminado |
| O candidato foi vice-campeão do programa                |
| O candidato foi vencedor do programa                    |

### Top 10 -Sertanejo
- Jurada convidada e apresentação musical: Paula Fernandes

| Ordem | Candidato(a)      | Música (cantor original)                         | Resultado       |
| ----- | ----------------- | ------------------------------------------------ | --------------- |
| 1     | Karielle Gontijo  | “Não Aprendi a Dizer Adeus” (Leandro & Leonardo) | Salva           |
| 2     | Elson Júnior      | “Os Amantes” (Daniel)                            | 3º menos votado |
| 3     | Camila Morais     | “Choram as Rosas” (Bruno & Marrone)              | 2ª menos votada |
| 4     | Mello Júnior      | “Amar Não É Pecado” (Luan Santana)               | Salvo           |
| 5     | Higor Rocha       | “Tem Que Ser Você” (Victor & Leo)                | Salvo           |
| 6     | Fernanda Portilho | “Pra Você” (Paula Fernandes)                     | Salva           |
| 7     | Raphael Diniz     | “Aí Já Era” (Jorge & Mateus)                     | Eliminado       |
| 8     | Marjory Porto     | “Você Não Sabe o Que É Amor” (Luan Santana)      | Salva           |
| 9     | Henrique Lemes    | “Azul” (Edson & Hudson)                          | Salvo           |
| 10    | Hellen Caroline   | “Adoro Amar Você” (Daniel)                       | Salva           |

### Top 9 - Eles cantam elas; Elas cantam eles
- Apresentação musical: Restart

Homens cantam sucessos de intérpretes femininas e mulheres cantam sucessos de intérpretes masculinos.
| Ordem | Candidato(a)      | Música (cantor original)                        | Resultado       |
| ----- | ----------------- | ----------------------------------------------- | --------------- |
| 1     | Mello Júnior      | “Agora Eu Já Sei” (Ivete Sangalo)               | Eliminado       |
| 2     | Hellen Caroline   | “Cedo ou Tarde” (NX Zero)                       | Salva           |
| 3     | Marjory Porto     | “Assim Caminha a Humanidade” (Lulu Santos)      | 3ª menos votada |
| 4     | Higor Rocha       | “A Lenda” (Sandy/Sandy & Junior)                | Salvo           |
| 5     | Karielle Gontijo  | “Adrenalina” (Luan Santana)                     | Salva           |
| 6     | Fernanda Portilho | “Codinome Beija-Flor” (Cazuza)                  | Salva           |
| 7     | Henrique Lemes    | “Deixo” (Ivete Sangalo)                         | Salvo           |
| 8     | Camila Morais     | “É Preciso Saber Viver” (Roberto Carlos)        | Salva           |
| 9     | Elson Júnior      | “Pensando em Você” (Claudia Leitte/Babado Novo) | 2º menos votado |

### Top 8 -Brega
- Jurado convidado e apresentação musical: Falcão

Nessa semana dois candidatos foram eliminados. Com isso, foram anunciados quatro menos votados. Não foi divulgado qual dos dois eliminados foi o menos votado, embora Camila Morais tenha sido anunciada antes.
| Ordem | Candidato(a)      | Música (cantor original)                             | Resultado       |
| ----- | ----------------- | ---------------------------------------------------- | --------------- |
| 1     | Henrique Lemes    | “Cadê Você?” (Roberta Miranda)                       | Salvo           |
| 2     | Fernanda Portilho | “Nem um Toque” (Rosana)                              | 3ª menos votada |
| 3     | Elson Júnior      | “Whisky a Go-Go” (Roupa Nova)                        | Eliminado       |
| 4     | Marjory Porto     | “O Amor e o Poder” (Rosana)                          | Salva           |
| 5     | Karielle Gontijo  | “Você Não Me Ensinou a Te Esquecer” (Caetano Veloso) | Salva           |
| 6     | Camila Morais     | “Borbulhas de Amor” (Fagner)                         | Eliminada       |
| 7     | Higor Rocha       | “Aguenta Coração” (José Augusto)                     | Salvo           |
| 8     | Hellen Caroline   | “Fogo e Paixão” (Wando)                              | 4ª menos votada |

### Top 6 -Pot-pourris
- Apresentação musical: Marcos & Belutti

| Ordem | Candidato(a)      | Música (cantor original)                                              | Resultado       |
| ----- | ----------------- | --------------------------------------------------------------------- | --------------- |
| 1     | Fernanda Portilho | “Não Deixe o Samba Morrer” / “Gostoso Veneno” (Alcione)               | Salva           |
| 2     | Marjory Porto     | “Linda Demais” / “Meu Universo É Você” (Roupa Nova)                   | Eliminada       |
| 3     | Higor Rocha       | “Só Hoje” / “O Sol” (Jota Quest)                                      | 3º menos votado |
| 4     | Hellen Caroline   | “Cartas pra Você” (NX Zero) / “Apenas Mais Uma de Amor” (Lulu Santos) | 2ª menos votada |
| 5     | Karielle Gontijo  | “Abalou” / “Sá Marina” (Ivete Sangalo)                                | Salva           |
| 6     | Henrique Lemes    | “De Tanto Te Querer” / “Amo Noite e Dia” (Jorge & Mateus)             | Salvo           |

### Top 5 - Escolha do Público e Grandes Sucessos
- Apresentação musical: Fernando & Sorocaba

A partir desta semana, foi inaugurada a votação do público pela internet; desde a edição passada até a semana anterior, era somente possível registrar a preferência do público através de SMS. Foi aberta uma votação no site oficial do programa com 2 opções de músicas para cada candidato (a votação iniciou a partir do Top 8). A música mais votada de cada candidato foi cantada pelo mesmo na primeira rodada.
| Ordem | Candidato(a)      | Música (cantor original)                               | Ordem | Música (cantor original)                     | Resultado       |
| ----- | ----------------- | ------------------------------------------------------ | ----- | -------------------------------------------- | --------------- |
| 1     | Hellen Caroline   | "Só Você" (Fábio Jr.)                                  | 6     | "Fico Assim Sem Você" (Claudinho & Buchecha) | 2ª menos votada |
| 2     | Henrique Lemes    | "Inventor dos Amores" (Gusttavo Lima e Jorge & Mateus) | 7     | "Um Beijo" (Luan Santana)                    | Salvo           |
| 3     | Fernanda Portilho | "Frisson" (Ivete Sangalo/Tunai)                        | 8     | "Mina do Condomínio" (Seu Jorge)             | Eliminada       |
| 4     | Higor Rocha       | "Primavera" (Tim Maia)                                 | 9     | "Vou Deixar" (Skank)                         | 3º menos votado |
| 5     | Karielle Gontijo  | "Evidências" (Chitãozinho & Xororó)                    | 10    | "Tentativas em Vão" (Bruno & Marrone)        | Salva           |

### Top 4 -Pop rock
- Apresentação musical: Capital Inicial

Os 4 candidatos cantaram uma música individual e foram formados dois duetos.
| Ordem | Candidato(a)                      | Música (cantor original)                                    | Resultado       |
| ----- | --------------------------------- | ----------------------------------------------------------- | --------------- |
| 1     | Karielle Gontijo & Henrique Lemes | "Eu Quero Sempre Mais" (Ira! & Pitty)                       | —               |
| 2     | Hellen Caroline                   | "Por Enquanto" (Legião Urbana)                              | 2ª menos votada |
| 3     | Higor Rocha                       | "Anna Júlia" (Los Hermanos)                                 | Salvo           |
| 4     | Karielle Gontijo                  | "Equalize" (Pitty)                                          | Eliminada       |
| 5     | Henrique Lemes                    | "Primeiros Erros (Chove)" (Kiko Zambianchi/Capital Inicial) | Salvo           |
| 6     | Hellen Caroline & Higor Rocha     | "Porque Eu Sei que É Amor" (Titãs)                          | —               |

### Top 3 - Escolha dos Jurados
| Ordem | Candidato(a)    | Música (cantor original) — Escolha de Luiza Possi | Ordem | Música (cantor original) — Escolha de Rick Bonadio | Ordem | Música (cantor original) — Escolha de Marco Camargo | Resultado |
| ----- | --------------- | ------------------------------------------------- | ----- | -------------------------------------------------- | ----- | --------------------------------------------------- | --------- |
| 1     | Henrique Lemes  | "É Uma Partida de Futebol" (Skank)                | 4     | "Por Te Amar Demais" (Bruno & Marrone)             | 7     | "Madri" (Fernando & Sorocaba)                       | Salvo     |
| 2     | Hellen Caroline | "Volta pra Mim" (Roupa Nova)                      | 5     | "Um Anjo Veio Me Falar" (Rouge)                    | 8     | "Chão de Giz" (Elba Ramalho)                        | Eliminada |
| 3     | Higor Rocha     | "Me Liga" (Os Paralamas do Sucesso)               | 6     | "Lanterna dos Afogados" (Os Paralamas do Sucesso)  | 9     | "Alma Gêmea" (Fábio Jr.)                            | Salvo     |

### Top 2 (Grande Final) -Singlese Favorita
- Apresentações musicais: Claudia Leitte, César Menotti & Fabiano, Zezé Di Camargo & Luciano, Lulu Santos e Rebeldes

A grande final obteve recorde de votação em todas as edições do programa, com mais de 7 milhões de votos. Devido a um erro no site oficial do programa, as porcentagens da grande final foram divulgadas assim que a votação foi encerrada, antes do anúncio ao vivo, apontando que Henrique Lemes recebeu 55% dos votos do público para vencer, enquanto Higor Rocha obteve 45% dos votos.
| Ordem | Candidato(a)   | Música                 | Ordem | Música (cantor original)      | Ordem | Música                 | Resultado          |
| ----- | -------------- | ---------------------- | ----- | ----------------------------- | ----- | ---------------------- | ------------------ |
| 1     | Henrique Lemes | "De Coração"           | 3     | "Madri" (Fernando & Sorocaba) | 5     | "Fica Combinado Assim" | Vencedor (55%)     |
| 2     | Higor Rocha    | "Fica Combinado Assim" | 4     | "Sem Radar" (LS Jack)         | 6     | "De Coração"           | Vice-campeão (45%) |

## Apresentações em grupo e Convidados
| Semana               | Cantores                                        | Música                                                                                   |
| Top 10               | Paula Fernandes                                 | "Pássaro de Fogo"                                                                        |
| Top 10               | Paula Fernandes                                 | "Pra Você"                                                                               |
| Top 9                | Restart                                         | "Pra Você Lembrar"                                                                       |
| Top 8                | Falcão                                          | "I'm Not Dog No"                                                                         |
| Top 6                | Top 6 e Marcos & Belutti                        | "Sem Me Controlar"                                                                       |
| Top 6                | Marcos & Belutti                                | "Dupla Solidão"                                                                          |
| Top 5                | Fernando & Sorocaba                             | "Madri" / "Tô Passando Mal"                                                              |
| Top 5                | Fernando & Sorocaba                             | "Teus Segredos"                                                                          |
| Top 4                | Capital Inicial                                 | "Como Se Sente"                                                                          |
| Top 4                | Capital Inicial                                 | "Não Olhe Pra Trás"                                                                      |
| Top 2 (Grande Final) | Claudia Leitte                                  | "Famo$a" / "Água"                                                                        |
| Top 2 (Grande Final) | Finalistas eliminados e César Menotti & Fabiano | "Como Um Anjo" / "Ciumenta"                                                              |
| Top 2 (Grande Final) | Top 2                                           | "De Coração" / "Fica Combinado Assim" (Singles do Vencedor) / "With or Without You" (U2) |
| Top 2 (Grande Final) | Zezé Di Camargo & Luciano                       | "Mentes Tão Bem"                                                                         |
| Top 2 (Grande Final) | Finalistas mulheres e Lulu Santos               | "Toda Forma de Amor"                                                                     |
| Top 2 (Grande Final) | Claudia Leitte                                  | "Trilhos Fortes"                                                                         |
| Top 2 (Grande Final) | Rebeldes                                        | "Rebelde para Sempre"                                                                    |
| Top 2 (Grande Final) | Finalistas homens e Claudia Leitte              | "Exttravasa"                                                                             |
| Top 2 (Grande Final) | Lulu Santos                                     | "Já É!" / "Aviso aos Navegantes" / "Assim Caminha a Humanidade"                          |
| Top 2 (Grande Final) | Zezé Di Camargo & Luciano                       | "Pra Mudar a Minha Vida"                                                                 |
| Top 2 (Grande Final) | Zezé Di Camargo & Luciano e Top 2               | "Dou a Vida Por Um Beijo" / "No Dia em Que Eu Saí de Casa"                               |
| Top 2 (Grande Final) | Rebeldes                                        | "Do Jeito Que Eu Sou"                                                                    |

## Resultados
| Top 15 | Top 10 | Vice-campeão | Ídolo 2011 |

| Salvo pelo público | Salvo pelos jurados | 4 menos votados | 3 menos votados | 2 menos votados | Eliminado |

| Fase:   | Fase:             | Semifinal  | Finais     | Finais     | Finais     | Finais     | Finais     | Finais     | Finais     | Finais       | Finais     |  |
| Fase:   | Fase:             | Top 15     | Top 10     | Top 9      | Top 8      | Top 6      | Top 5      | Top 4      | Top 3      | Top 2        |            |  |
| Semana: | Semana:           | 19/05      | 26/05      | 02/06      | 09/061     | 16/06      | 23/06      | 30/06      | 07/07      | 14/072       |            |  |
| Posição | Candidato(a)      | Resultados | Resultados | Resultados | Resultados | Resultados | Resultados | Resultados | Resultados | Resultados   | Resultados |  |
| 1       | Henrique Lemes    | Salvo      | Salvo      | Salvo      | Salvo      | Salvo      | Salvo      | Salvo      | Salvo      | Vencedor     |            |  |
| 2       | Higor Rocha       | Salvo      | Salvo      | Salvo      | Salvo      | 3-         | 3-         | Salvo      | Salvo      | Vice-campeão |            |  |
| 3       | Hellen Caroline   | Salva      | Salva      | Salva      | 4-         | 2-         | 2-         | 2-         | Eliminada  |              |            |  |
| 4       | Karielle Gontijo  | Salva      | Salva      | Salva      | Salva      | Salva      | Salva      | Eliminada  |            |              |            |  |
| 5       | Fernanda Portilho | Salva      | Salva      | Salva      | 3-         | Salva      | Eliminada  |            |            |              |            |  |
| 6       | Marjory Porto     | Salva      | Salva      | 3-         | Salva      | Eliminada  |            |            |            |              |            |  |
| 7–8     | Elson Júnior      | Salvo      | 3-         | 2-         | Eliminados |            |            |            |            |              |            |  |
| 7–8     | Camila Morais     | Salva      | 2-         | Salva      | Eliminados |            |            |            |            |              |            |  |
| 9       | Mello Júnior      | Salvo      | Salvo      | Eliminado  |            |            |            |            |            |              |            |  |
| 10      | Raphael Diniz     | Salvo      | Eliminado  |            |            |            |            |            |            |              |            |  |
| 11–15   | Dani Mota         | Eliminados |            |            |            |            |            |            |            |              |            |  |
| 11–15   | Jean Vitor        | Eliminados |            |            |            |            |            |            |            |              |            |  |
| 11–15   | Maynah Faria      | Eliminados |            |            |            |            |            |            |            |              |            |  |
| 11–15   | Mônica Costa      | Eliminados |            |            |            |            |            |            |            |              |            |  |
| 11–15   | Rafael Carvalho   | Eliminados |            |            |            |            |            |            |            |              |            |  |

Notas
- ↑Nota 1:  Esta semana teve dois eliminados, com isso foram anunciados quatro menos votados. Não foi divulgado qual dos dois eliminados foi o menos votado, embora Camila Morais tenha sido anunciada antes.
- ↑Nota 2:  A grande final obteve recorde de votação em todas as edições do programa, com mais de 7 milhões de votos. Devido a um erro no site oficial do programa, as porcentagens da grande final foram divulgadas assim que a votação foi encerrada, antes do anúncio ao vivo, apontando que Henrique Lemes recebeu 55% dos votos do público para vencer, enquanto Higor Rocha obteve 45% dos votos.[2]